# Zahrádka (Vysočina)
Zahrádka (in tedesco Zahradka) è un comune ceco situato nel distretto di Třebíč, nella regione di Vysočina.